# 寺田稔
寺田 稔（てらだ みのる、1958年〈昭和33年〉1月24日 - ）は、日本の政治家、大蔵・財務官僚。自由民主党所属の衆議院議員（7期）。
総務大臣（第27代）、内閣総理大臣補佐官（国家安全保障に関する重要政策及び核軍縮・不拡散問題担当）、自民党国防部会長、自民党国会対策副委員長、自民党副幹事長、内閣府副大臣兼復興副大臣（第2次安倍内閣）、衆議院安全保障委員長、総務副大臣兼内閣府副大臣（第4次安倍第2次改造内閣）、自由民主党広島県連会長を歴任した。

## 来歴

### 生い立ちから官僚時代まで
広島県広島市生まれ。広島大学附属中学校・高等学校、東京大学法学部第2類（公法コース。雄川一郎ゼミ、加藤一郎ゼミ）卒業。1980年、大蔵省へ入省。主計局総務課に配属される。
1982年からハーバード大学ケネディ・スクールへ留学し、1984年に公共政策修士号（MPP）を取得。帰国後は、国際金融局国際機構課企画係長や長浜税務署長、在ワシントン日本大使館書記官、理財局総務課長補佐（総括・文書・企画）、大臣官房文書課広報室長、徳島県総務部長、財務省主計局主計官（内閣、司法・警察、財務係担当）、主計局主計官（防衛係担当）、内閣府政策統括官（経済財政 - 運営担当）付参事官（予算編成基本方針担当）を歴任する。財務省防衛担当主計官時代の2002年に「呉市海事歴史科学館（大和ミュージアム）」の建設に尽力した。

### 衆議院議員
2004年1月28日、妻の義理の叔父にあたる衆議院議員の池田行彦が任期中に病死。財務省を退官し、同年4月25日に行われた広島5区の衆議院議員補欠選挙に自由民主党公認で立候補し、民主党の三谷光男らを破り初当選した。
当選後は、義理の祖父にあたる元内閣総理大臣の池田勇人が設立した宏池会に入会。
2005年の第44回衆議院議員総選挙で、広島5区で再選（三谷も比例復活）。2007年に発足した第1次安倍改造内閣で防衛大臣政務官に任命され、福田康夫内閣で再任。
2009年の第45回衆議院議員総選挙で、広島5区で三谷に敗れ、比例復活もならず落選。
2012年の第46回衆議院議員総選挙で、三谷に比例復活も許さず3期目の当選。選挙後に発足した第2次安倍内閣で内閣府副大臣兼復興副大臣に就任する。2013年10月の内閣及び自民党役員人事で党副幹事長に就任する。
2014年6月22日、第186回国会が閉会。同国会において「大臣、副大臣、政務官、補佐官、議長、副議長、委員長、の要職に就かず、質問、議員立法、質問主意書を提出していない」と指摘された。同年10月、自民党国会対策副委員長に就任。
同年12月の第47回衆議院議員総選挙で、4期目の当選。
2016年8月の自民党役員人事で党国防部会長に就任する。
2017年の第48回衆議院議員総選挙で、5期目の当選。
2019年9月、第4次安倍第2次改造内閣で総務副大臣兼内閣府副大臣に就任。
2021年10月31日、第49回衆議院議員総選挙で6選。

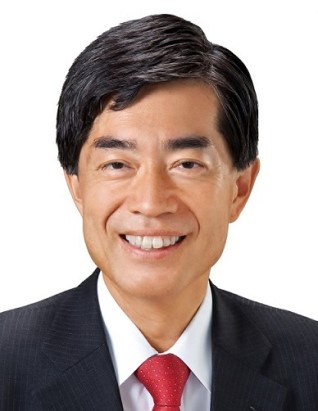
内閣総理大臣補佐官在任中に公開された肖像写真

同年12月3日、第2次岸田内閣で内閣総理大臣補佐官（国家安全保障に関する重要政策及び核軍縮・不拡散問題担当）に就任。また岸田文雄が内閣総理大臣・自由民主党総裁に就いたために自由民主党広島県支部連合会会長を退くことになり、その後任会長に寺田が推挙され、年内に正式就任した。

### 総務大臣に就任
2022年8月10日、第2次岸田第1次改造内閣で総務大臣に就任。
同年10月5日、週刊文春の電子版が、寺田の政治団体「自由民主党広島県第五選挙区支部」と「寺田稔呉後援会」にまつわる身内への資金の還流と、源泉徴収の関連書類の未提出による脱税の疑惑をスクープ。以後、連日にわたり、不適切な政治資金収支報告書の提出などに絡む「政治とカネ」に関する不祥事の報道がなされた（後述）。同年11月18日、寺田は記者会見を開き、自民党内から総務大臣辞任を求める声が上がっていることを聞かれると、「辞任を求める声は直接、耳にしていない。何人かの自民党関係者からは激励を受けている」と述べた。また、「（選挙区の）皆さんから非常に激励をいただき、『よくああやって正直に説明して感心しました』という声しか私は聞いていない」と述べ、辞任の考えはないことを示した。
同年11月20日、寺田は総務大臣の辞表を岸田文雄首相に提出し、受理された。事実上の更迭と見られ、同内閣では山際大志郎経済再生担当大臣、葉梨康弘法務大臣に続く更迭となる。11月21日に国務大臣を免じられた。11月29日、自由民主党広島県連会長を辞任。
2024年の第50回衆議院議員総選挙、新区割りの広島4区での一騎打ちで日本維新の会の空本誠喜に敗れたが、比例復活で7回目の当選。

## 政策・主張

### 憲法
- 憲法改正について、2021年のアンケートで「賛成」と回答[33]。

- 憲法9条への自衛隊の明記について、2021年のアンケートで回答しなかった[34]。

- 憲法を改正し緊急事態条項を設けることについて、2021年の毎日新聞社のアンケートで「賛成」と回答[35]。

### 外交・安全保障
- 「他国からの攻撃が予想される場合には敵基地攻撃もためらうべきではない」との問題提起に対し、2021年のアンケートで「どちらかといえば賛成」と回答[33]。

- 「北朝鮮に対しては対話よりも圧力を優先すべきだ」との問題提起に対し、2021年のアンケートで「どちらかといえば賛成」と回答[33]。

- 普天間基地の辺野古移設について、2021年のアンケートで「どちらかといえば賛成」と回答[33]。

- 徴用工訴訟などの歴史問題をめぐる日韓の関係悪化についてどう考えるかとの問いに対し、2021年の毎日新聞社のアンケートで「政府の今の外交方針でよい」と回答[35]。

### ジェンダー
- 選択的夫婦別姓制度の導入について、2014年の朝日新聞社のアンケートで「どちらかといえば反対」と回答[36]。2021年の朝日新聞社のアンケートで「どちらとも言えない」と回答[33]。同年のNHKのアンケートで「どちらかといえば反対」と回答[34]。同年の毎日新聞社のアンケートで「反対」と回答[35]。

- 同性婚を可能とする法改正について、2021年の朝日新聞社のアンケートで「どちらとも言えない」と回答[33]。同年のNHKのアンケートで「反対」と回答[34]。「同性婚を制度として認めるべきだと考るか」との2021年の毎日新聞社のアンケートに対し、「認めるべきでない」と回答[35]。

- 「LGBTなど性的少数者をめぐる理解増進法案を早期に成立させるべきか」との問題提起に対し、2021年のアンケートで「どちらとも言えない」と回答[33]。

- クオータ制の導入について、2021年のアンケートで「どちらかといえば反対」と回答[34]。同年の毎日新聞社のアンケートで「反対」と回答[35]。

### その他
- 「原子力発電への依存度について今後どうするべきか」との問題提起に対し、2021年のアンケートで「下げるべき」と回答[34]。

- 新型コロナウイルス対策として、消費税率の一時的な引き下げは「必要でない」と回答[34]。

- 森友学園への国有地売却をめぐる公文書改竄問題で、2021年5月6日、国は「赤木ファイル」の存在を初めて認めた[37]。しかし5月13日、菅義偉首相はファイルの存在を踏まえた再調査を行わない考えを報道各社に書面で示した[38]。9月の自民党総裁選挙で総裁に選出された岸田文雄も10月11日、衆議院本会議の代表質問で再調査の実施を否定した[39]。国の対応をどう考えるかとの同年の毎日新聞社のアンケートに対し「さらに調査や説明をすべきだ」と回答[35]。

- 女性宮家の創設について、2012年の毎日新聞社のアンケートで「反対」と回答[40]。

## 不祥事
- 2009年から2020年にかけて、寺田が支部長を務める「自由民主党広島県第五選挙区支部」と「寺田稔呉後援会」は、事務所を置く広島県呉市本通4丁目の呉YSビル[41][42]を寺田と共に区分所有する妻に対し、計3255万円の賃料を支払っていた[43]。登記簿によると、ビルは地上5階、地下1階で、寺田が7分の2を、妻が残りを所有している[44]。2022年10月5日、週刊文春の電子版がこの件をスクープで報じ、身内への資金の還流との疑いがあると指摘した。同年10月7日、立憲民主党は寺田に対して関係書類の提出などを求める公開質問状を提出したと発表した。同日、寺田は閣議後の記者会見で「顧問税理士と相談し適正な価格を設定している」「（妻は）扶養親族ではなく、独立採算でやっている。所有者が第三者であっても配偶者であっても取り扱いを変えることは税法上の公平性に反する」と説明した[43]。

- 2011年、「寺田稔呉後援会」は寺田個人から600万円を借り入れた。政治資金収支報告書においては「借入金」欄に600万円を記載し、「資産等の内訳」欄にも600万円の借入金を記載し、ここまでは正しい会計処理を行った。2012年12月25日、同団体は寺田個人から1000万円を借り入れた。同年の政治資金収支報告書にはその旨は記載されていたが、前年の600万円の借入金に関しては返済した記述はない。「資産等の内訳」欄には1000万円の借入金しか記載されておらず、600万円分が不記載となった。同団体は政治資金規正法違反の疑いがもたれた。また、寺田自身においても、2017年分と2021年分の資産等報告書および、2022年公開の国務大臣等の資産公開に記載しておらず、資産公開法違反および大臣規範違反の疑いがもたれた[45][46]。

- 2015年から2020年にかけて、寺田の妻が代表を務める「以正会」は計約3100万円を人件費として支出した。同団体は2004年3月に設立され、同年5月から寺田の妻が務めている。所在地は、東京都千代田区二番町の寺田の自宅[47]。2015年以降の以正会の収入は毎年約600万円で、その大半を寺田の資金管理団体「みのる会」からの寄附に頼っている。光熱費はゼロで推移し、そんな中、人件費としてほぼ毎年約500万円を支出した。寺田の総務大臣秘書官で、「みのる会」との事務担当者を務める男性は取材に応じ、税務署に提出する必要がある「給与支払事務所等の開設届出書」を届けていないことを認めた。そのため、「以正会」は前述の約3100万円の全額について源泉徴収を行っておらず、脱税との指摘がなされている[48]。

- 2021年10月19日、寺田は、衆院選公示日に当たるこの日、地元の広島5区に在住する市議6人と元市議5人に「ポスター貼付料」などとして計6万8100円の労務者報酬を支払った[49]。公選法の規定では、選挙期間中に報酬を支払うことができるのは、ウグイス嬢や手話通訳者など労務者らに限られるため、公選法違反の疑いがもたれている。報酬を受け取った呉市議会議員の谷恵介は週刊文春の取材に応じ「応援演説をしました」と回答[50]。報酬を受け取った三原市議会議員の梅本秀明は後援会が開いた出陣式に参加した[51]。

- 寺田の竹原市の政治団体「寺田稔竹原後援会」は、2019年、2020年の政治資金収支報告書に故人の男性を会計責任者として記載した[52][53]。男性は2019年10月に死去したが、当該収支報告書に名前が記されており、宣誓書に押印されていた。男性の妻は中国新聞の取材に応じ、男性は2017年ごろから病気で入院しており、寺田の事務所への出入りはなかったと説明し、男性が収支報告書に会計責任者と記載されていたことを「全然知らなかった」と話した[54]。

- 2022年10月31日、寺田は衆議院政治倫理・公選法改正特別委員会で、「寺田稔竹原後援会」について「私自身が監督すべき団体ではない」と述べた。日本共産党の塩川鉄也は「自身の後援会なのに、身勝手な言い分。大臣の任に値しない」と非難した[55]。寺田は11月1日の参議院総務委員会でも「自分が管理する団体ではなく、チェックすべき立場にない」と述べ、責任逃れに終始した[56]。そして同日の同委員会で、同団体の代表者について「前任が亡くなったあと、代表に就任したと聞いている。交代の方向で検討されていると聞いているが、現在も代表だ」と述べた[57]。同日、週刊文春の電子版は、「寺田稔竹原後援会」の政治資金収支報告書に代表者として記載されている96歳の男性[58]を10月21日に取材したこと、およびその回答内容を報じた。男性は同誌編集部に対し「以前はそうだったが、今は辞めた」と答え、寺田が虚偽の国会答弁をしたことがただちに明らかとなった[59]。

- 2022年11月1日、寺田は記者会見し、「寺田稔竹原後援会」が「寺田稔」宛ての領収書を受け取っていたとする一部週刊誌報道を認めた。同日の参議院総務委員会では「お店が、時間的な暇があれば、書き直していただいている」旨の答弁をしていたが、同年11月8日、週刊文春の電子版が「情報公開請求で入手した『寺田稔』宛の領収書を精査したところ、異なる店や郵便局で発行されたにもかかわらず、筆跡が酷似した領収書が少なくとも11枚存在することがわかった」と報道。同誌は国会での虚偽答弁を示唆するとともに「政治資金を所管する大臣として、どのような説明をするのか、注目される」と記述した[60]。

- 2023年8月25日、東京地検特捜部から任意で事情聴取されたことが報じられた[61][62][63]。同年9月6日、特捜部は寺田や事務所関係者ら計10人を不起訴処分とした[64]。

- 2023年10月19日午前、寺田を公選法違反（運動員買収）の疑いで刑事告発した市民団体「呉市・政治とカネ問題を正す会」のメンバーたち128人が寺田を不起訴とした東京地検特捜部の処分を不服として、起訴相当の議決を求めるべく東京検察審査会に審査を申し立てる書面を郵送した[65][66][67][68]。

## 人物

### 統一教会との関係
- 2018年10月25日、世界平和統一家庭連合（旧統一教会）の関連団体「国際勝共連合」が創立50周年記念大会をザ・キャピトルホテル 東急で開催[69]。寺田が代表を務める資金管理団体「みのる会」は、式典会費として2万円を支出した。寺田は式典自体は欠席したという[70]。
- 2022年7月から8月にかけて、共同通信社は、全国会議員712人を対象に、統一教会との関わりを尋ねるアンケートを実施。8月31日に各議員の回答の全文を公表した。岸田文雄首相は8月8日の自民党臨時役員会で、統一教会をめぐり「政治家の責任で関係をそれぞれ点検し、適正に見直してもらいたい」と述べ、党所属国会議員全員に通達するよう指示[71]しながらも、自身はアンケートに答えることを拒否した[注 3]。寺田もアンケートに答えることを拒否した[76][77]。

### その他
- テニス、ウォーキング、読書、カラオケ、スポーツ観戦を趣味とし、サンフレッチェ広島、広島東洋カープ両チームのファンを公言している[78]。
- 日中国会議員書画展へ書画を提供[79]している。
- 総務副大臣在任中の2020年9月に、NTT側に費用負担させて会食を行っていたことが、2021年3月10日に週刊文春で報道された[80][81]。
- 大宏池会構想論者[82]であり、2013年から2014年の一時期は宏池会に加えて為公会にも参加していた[83]が2014年7月ごろに退会し、宏池会のみの所属となった[要出典]。

## 選挙歴
| 当落 | 選挙                     | 執行日         | 年齢 | 選挙区      | 政党       | 得票数    | 得票率 | 定数 | 得票順位 /候補者数 | 政党内比例順位 /政党当選者数 |
| ---- | ------------------------ | -------------- | ---- | ----------- | ---------- | --------- | ------ | ---- | ------------------ | ---------------------------- |
| 当   | 第43回衆議院議員補欠選挙 | 2004年 4月25日 | 46   | 広島県第5区 | 自由民主党 | 7万8769票 | 50.51% | 1    | 1/3                | /                            |
| 当   | 第44回衆議院議員総選挙   | 2005年09月11日 | 47   | 広島県第5区 | 自由民主党 | 9万7383票 | 49.62% | 1    | 1/3                | /                            |
| 落   | 第45回衆議院議員総選挙   | 2009年08月30日 | 51   | 広島県第5区 | 自由民主党 | 9万3594票 | 47.73% | 1    | 2/3                | 5/4                          |
| 当   | 第46回衆議院議員総選挙   | 2012年12月16日 | 54   | 広島県第5区 | 自由民主党 | 9万9842票 | 63.06% | 1    | 1/3                | /                            |
| 当   | 第47回衆議院議員総選挙   | 2014年12月14日 | 56   | 広島県第5区 | 自由民主党 | 9万5526票 | 77.71% | 1    | 1/2                | /                            |
| 当   | 第48回衆議院議員総選挙   | 2017年10月22日 | 59   | 広島県第5区 | 自由民主党 | 8万6193票 | 67.10% | 1    | 1/3                | /                            |
| 当   | 第49回衆議院議員総選挙   | 2021年10月31日 | 63   | 広島県第5区 | 自由民主党 | 8万7434票 | 67.66% | 1    | 1/2                | /                            |
| 比当 | 第50回衆議院議員総選挙   | 2024年10月27日 | 66   | 広島県第4区 | 自由民主党 | 9万1653票 | 49.45% | 10   | 2/2                | 5/5                          |

## 所属団体・議員連盟
- 自民党たばこ議員連盟[84]
- 日本会議国会議員懇談会[85]
- 神道政治連盟国会議員懇談会[85]
- みんなで靖国神社に参拝する国会議員の会[85][86]
- 朝鮮通信使交流議員の会（幹事）
- 国際連帯税創設を求める議員連盟
- TPP交渉における国益を守り抜く会
- 原爆症認定を早期に実現するための議員懇談会（発起人・代表世話人）[78]
- 広島県相撲連盟（2009年より会長[87][78]）
- 呉ライオンズクラブ（理事）[78]
- 呉市太極拳協会（会長）
- 広島県ボウリング連盟（会長）